# Emil Čakărov
Emil Čakărov, in bulgaro Емил Чакъров? (Burgas, 29 giugno 1948 – Parigi, 4 agosto 1991), è stato un direttore d'orchestra bulgaro.
Salì sul podio per la prima volta a soli 11 anni. A 15 iniziò a studiare direzione d'orchestra al Conservatorio di Sofia e dopo otto anni si affermò come il più giovane vincitore del Concorso Herbert von Karajan a Berlino. Fu successivamente invitato da Herbert von Karajan come assistente a Salisburgo e Berlino.
Tchakarov diresse i Filarmonici di Berlino, la Boston Symphony Orchestra, l'Orchestra filarmonica d'Israele, l'Orchestra Nazionale di Francia, la London Symphony Orchestra, la Tonhalle Orchester di Zurigo, l'Orchestra di Los Angeles e l'Orchestra Filarmonica Ceca. Per molti anni fu invitato come direttore alla testa dell'Orchestra filarmonica di Leningrado, dirigendo numerosi concerti a Leningrado, incidendo dischi e intraprendendo tournée di concerti anche in Germania, in Austria e in Italia. Il 1º settembre 1989 fu nominato direttore ospite stabile dell'Orchestra Filarmonica di Leningrado.
Celebri le sue interpretazioni de l'Eugenio Onieghin al Covent Garden di Londra, Il barbiere di Siviglia al Metropolitan di New York, Tannhäuser al Maggio Musicale Fiorentino, la Carmen al Teatro San Carlo di Napoli e molti altri titoli.
Nel 1986 Tchakarov fondò il Festival di Capodanno di Sofia che ha luogo ogni anno. Dirigendo anche l'Orchestra del Festival di Sofia, anch'essa sorta su sua iniziativa, con cui effettuò incisioni discografiche e videoregistrazioni.